# Eobroscus
Eobroscus is een geslacht van kevers uit de familie van de loopkevers (Carabidae). De wetenschappelijke naam van het geslacht is voor het eerst geldig gepubliceerd in 1951 door Kryzhanovskij.

## Soorten
Het geslacht Eobroscus omvat de volgende soorten:
- Eobroscus bhutanensis Morvan, 1982
- Eobroscus lutshniki Roubal, 1928
- Eobroscus masumotoi Morita, 1990
- Eobroscus uenoi Morita, 1995